# 乗本万燈
乗本万燈（のりもとまんどう）は、毎年8月15日の夜に愛知県新城市乗本本久地区にある万灯山で行われる火祭りである。1965年（昭和40年）に愛知県の無形民俗文化財に指定されている。

## 概要
本久地区に住む男子が、8月15日夜に万灯山にのぼり、麦わらでできた万灯に火をつけて、笛や鉦のお囃子にのせて振り回すことで、盆の精霊を送る。民に災いをもたらす悪霊を鎮めるとも、長篠の戦いの戦没者を供養するとも言われる。

## 行事
万灯の作成、お囃子の稽古などの準備と当日の行事は、全て乗本本久地区に住む青年期から壮年期の男子の手によって行われる。

### 準備
万灯はその年にとれた麦わらで作成する。万灯は振り手の体格や経験に応じ、大きさを変えて作る。数10cmに束ねたわら束の片端を編んでまとめ、わら縄をつなげる。万灯は前日までに作成して塩で清める。
お囃子の稽古は１ヶ月程前から行う。

### 当日
当日、万灯を振る男子は万灯山の向かいの尾根にある大日堂に集まり、白いパンツとさらし姿に装束を整えて、日没後に万灯山に向かう。
万灯山では、たいまつの火をつけた万灯を振り回す。重さにして5-10kgほどある万灯は、始めは縄を短く持って加速をつけ、角速度が出始めたら次第に縄を長く持ち直し、最終的に2-3m程度の長さで振り回す。縄を長くすると速度が遅くなるため、火のついた万灯を地面に落とさないように振り回すには技量が必要である。

## 万灯山
万灯山のある新城市乗本本久地区は長篠合戦の舞台となった長篠城の対岸にある。万灯山は武田軍が長篠城を監視した鳶ヶ巣砦へ至る稜線の中腹、鳶ヶ巣砦址からおよそ300mほど北西側の尾根にあり、設楽原決戦前夜に起こった鳶ヶ巣山攻防戦では、万灯山を含むこの一帯で河窪信実らを含む武田方の武将・兵士が命を落とした。このため地元では乗本万灯は長篠合戦の戦没者を弔う行事だと伝承されている[1]。